# Richard Römer (Agrarwissenschaftler)
Richard Robert Römer (* 27. Januar 1887 in Stettin; † 8. Juli 1963 in Karlsruhe) war ein deutscher Agrarwissenschaftler, Hochschullehrer und Fachbuchautor.

## Leben und Wirken
Römer absolvierte eine dreijährige landwirtschaftliche Lehre in Lovrecina auf der Insel Brac (Kroatien), erlangte die Obersekundareife und studierte von 1904 bis 1906 Landwirtschaftswissenschaften an der Universität Halle-Wittenberg. Es folgten 2 Jahre als Assistent bei Alfred Beeck in der Lehr- und Versuchsanstalt für Geflügelzucht in Halle-Cröllwitz der Landwirtschaftskammer (LK) für die Provinz Sachsen in Halle (Saale) und die Absolvierung des Wehrdienstes als Einjährig-Freiwilliger in Aurich (Ostfriesland).
Anschließend war Römer 2 Jahre als Inspektor auf einem Gut in Klein Sonnenberg (Westpreußen) tätig. Ab dem Jahre 1912 arbeitete er bei Geflügelzuchtorganisationen, ab 1918 als Institutsdirektor im Bereich der LK für die Provinz Posen. Unterbrochen wurde das durch die Teilnahme am Ersten Weltkrieg 1914–1918. Nach einer Verwundung in der Schlacht bei Tannenberg stellte man Römer zum Generalkommando ab, wo er den Einsatz von Kriegsgefangenen für die Landarbeit im Raum Posen koordinierte.
Im Jahr 1920 wechselte er von Posen wieder an das provinzialsächsische Institut in Halle-Cröllwitz und befasste sich verstärkt mit Fragen der Geflügelhaltung und -fütterung. Er wurde bald als Oberlandwirtschaftsrat Direktor dieser Einrichtung und erhielt nebenamtlich einen Lehrauftrag für Geflügelwirtschaft an der Universität Halle. Bei der Umbildung der LK und Angliederung an die Landesbauernschaft im Jahr 1933 entband man Römer aus politisch motivierten Gründen von seinen Aufgaben. Deswegen wurde er privater wissenschaftlicher Berater und veröffentlichte weiter als Fachautor.
Mit Beginn des Zweiten Weltkrieges zog man Römer erneut zum Oberkommando der Wehrmacht ein und ernannte ihn zum stellvertretenden Leiter des Amtes, das für die Betreuung der Kriegsgefangenen in deutschen Lagern zuständig war.
Nach kurzer Gefangenschaft begann Römer im April des Jahres 1947 an der Nachfolgeeinrichtung des Kaiser-Wilhelm-Instituts für Tierzuchtforschung – der Zentralforschungsanstalt für Tierzucht – in Dummerstorf bei Rostock als Abteilungsleiter für Geflügel- und Kleintierzucht und kommissarischer Verwaltungsdirektor dieser Einrichtung. Gleichzeitig wurde er zum Professor mit Lehrauftrag für Kleintierzucht an der Landwirtschaftlichen Fakultät der Universität Rostock ernannt. Bereits im Dezember des Jahres 1948 wechselte er nach Westdeutschland und lebte zuletzt als geehrter Bürger und Fachautor in Karlsruhe.
Römer war zwischen den beiden Weltkriegen und im Jahrzehnt danach einer der produktivsten und einflussreichsten Geflügelexperten. Er verfasste – gestützt auf seine langjährigen Erfahrungen und Studien – mehrere Bücher sowie zahlreiche Beiträge und praxisorientierte Aufsätze für verschiedene Fachzeitschriften und Zeitungen.

## Veröffentlichungen (Auswahl)
- Neuere Erfahrungen und Bestrebungen auf dem Gebiete der Geflügelzucht. DLG, H., Berlin 22, 1921–1933. (4 Auflagen)
- Praktische Geflügelfütterung. Ehemals hrsg. von B. Blancke. 10. Auflage. Pfennigsdorff, Berlin 1950.
- Die Fütterung des Geflügels. Teil 1: Allgemeine Ernährungslehre und Beurteilung der einzelnen Futtermittel. 11. Auflage. 1954; Teil 2: Die Praxis der Geflügelfütterung. 11. Auflage. 1955.
- 25 Jahre Lehr- und Versuchsanstalt für Geflügelzucht Halle a. S.-Cröllwitz, Institut der Landwirtschaftskammer f. d. Provinz Sachsen. (= Arbeiten der Lwk f d Prov. Sachsen. Nr. 27). Verlag der Lwk. für die Provinz Sachsen, Halle (Saale) 1926.
- mit Lothar Weinmiller und Wilhelm Niklas: Wirtschaftsgeflügelzucht und -haltung. Ulmer, Stuttgart 1928 und 1931.
- Buchführung für die Geflügelhaltung. 3. Auflage. Pfennigsdorff, Berlin 1931.
- Geflügelzucht : Eine Anweisung zum zweckmäßigen und lohnenden Betrieb einer einfachen Geflügelzucht und -haltung. Ehemals geschrieben von Burchard Blancke, später von Anton Croce. 12. Auflage. Pfennigsdorff, Berlin 1930.
- mit Fritz Pfennigsdorff und Lothar Weinmiller: Amerikanische Geflügelzucht: Bericht der deutschen Studienkommission über den Stand der Geflügelzucht in den Vereinigten Staaten und Canada. F. Pfennigsdorff, Berlin 1929.
- Wege zur gewinnbringenden Gestaltung der Geflügelhaltung: Bericht über die Versuchstätigkeit in den Jahren 1926–1930. Pfennigsdorff, Berlin 1930.
- Das Huhn auf dem Bauernhof : Eine Anleitung zur zweckmäßigen Haltung und Fütterung der Hühner auf dem Lande. 2. Auflage. Ulmer, Stuttgart 1956.
- Geflügelställe. DGfZ, Göttingen 1931.
- Umtrieb und Schlupfzeit in der Hühnerhaltung : Eine Untersuchung über den Einfluß der Haltungsdauer in der Hühnerwirtschaft auf den Anfall von Eiern und Fleisch sowie auf den Verbrauch von Futter... Schöps, Leipzig 1937.
- Nutzbringende Geflügelwirtschaft. 5. Auflage. Ulmer, Stuttgart 1953.
- mit Lore Paret: Gänse und Enten. Ulmer, Stuttgart/Ludwigsburg 1948 und 1955.
- Das Huhn im Bauern- und im Siedlerbetrieb. Ulmer, Stuttgart/Ludwigsburg. (2 Auflagen)
- Das Was und Wie beim Federvieh: 790 Fragen und Antworten mit Bildern aus dem gesamten Gebiet der Geflügelzucht und -haltung. 1952, 1959.
- Die Truthühner: Zucht und Haltung. Anweisungen für Rassegeflügelzüchter, Landwirte, Großfarmer, Jagd- und Waldbesitzer. Oertel & Spörer, Reutlingen 1955.